# Claude Fauchet (1744-1793)
Pour les articles homonymes, voir Claude Fauchet.
Claude François Fauchet, né à Dornes le 22 septembre 1744 et mort guillotiné le 31 octobre 1793, à Paris, est un révolutionnaire et un évêque constitutionnel français.

## Biographie
Il est le fils de Nicolas Fauchet, marchand aisé, et de sa seconde épouse, Anne Ligier/ Léger. En 1788, alors qu'il propose à Bernardin de Saint-Pierre d'épouser une de ses nièces, il déclare qu'il a reçu 20 000 livres d'héritage familial et tire 900 livres de revenus annuels de ses biens personnels, indépendamment de ses revenus d'Église.
Fauchet se voue à l’état ecclésiastique après de brillantes études. Entré dans la communauté libre des prêtres de Saint-Roch à Paris, l’abbé Fauchet devient vicaire de l’église Saint-Roch de Paris et est engagé par le marquis de Choiseul, frère[Information douteuse] du ministre de Louis XV, pour être le précepteur de ses enfants, fonction qui s’avère pour lui le premier pas vers la fortune. Il a à peine trente ans lorsqu’il prononce le panégyrique de Saint Louis à l’Académie française. Il est bientôt nommé grand-vicaire de l’archevêque de Bourges Phélypeaux, puis prédicateur du roi et abbé de Montfort-Lacarre, en Bretagne.
Il prononce en 1785, l’oraison funèbre du duc d’Orléans, petit-fils du Régent, et l’année suivante celle de l’archevêque Phélypeaux. En 1788, c'est lui qu’on charge du dernier sermon de la fête de la Rosière à Suresnes. Il manifeste, à cette occasion, l’influence que les idées nouvelles prennent sur lui, en donnant à son discours, malgré l’innocence du sujet, une teinte politique et faisant allusion aux événements du jour[pas clair]. Cette manifestation, qui est suivie de plusieurs autres, où l’abbé Fauchet témoigne hautement son enthousiasme pour les nouvelles doctrines, excite le mécontentement de la cour, et il est rayé de la liste des prédicateurs du roi en 1788.
Peut-être initié à la Franc-maçonnerie (mais sans qu'on puisse en produire une preuve documentaire), il a pour ambition de la "fusionner" au Christianisme. 
Quand la révolution éclate, elle le trouve prêt à aider de son action ce mouvement rénovateur. En 1789, il anime de sa parole brûlante[réf. nécessaire] les assemblées primaires et les sections de Paris. Il est avant cela l'un de ceux qui conduisent l’attaque de la Bastille, où, le sabre en main, il guide la députation qui vient sommer le gouverneur de Launay de rendre la forteresse. Le 5 août 1789, il prononce dans l'église Saint-Jacques-la-Boucherie un discours éloquent en guise d’oraison funèbre pour les citoyens tués le 14 juillet, prenant comme point de départ les mots de saint Paul : « Vous avez été appelés à la liberté ».
Il bénit le drapeau tricolore de la Garde nationale et, en septembre, est élu à la Commune de Paris, dont il se retire en octobre 1790. L’hiver suivant, il organise à l’intérieur du Palais-Royal le Cercle social ou « Confédération universelle des Amis de la Vérité », où il préside des réunions très courues sous le titre qu’il s'attribue lui-même de « procureur général de la Vérité ». 
Il coopère à la réorganisation de l’Église, en composant le livre de la Religion nationale, qui est distribué dans les départements et où il provoque le renouvellement de sa discipline[pas clair] et des modifications dans ses rapports avec l’État. On peut rapporter à la même époque ses trois Discours sur la liberté et le Discours sur l’accord de la religion et de la liberté. Fauchet voit dans ces questions, qui touchent à ce que la conscience a de plus intime[réf. nécessaire], le nœud des événements contemporains. Le 25 février 1790, il prononça dans l’église Saint-Étienne-du-Mont l’oraison funèbre de l’abbé de L’Épée, et le 21 juillet suivant, l’éloge de Benjamin Franklin ; l’un et l’autre sont imprimés.
Dans chacune de ces productions, l’abbé Fauchet suit la marche ascendante des événements par une progression d’ardeur dans les opinions[réf. nécessaire]. À cette époque Fauchet, orateur du Cercle social, prend une part très active à la rédaction du journal du cercle, écrit d’une manière où l’emphase s’unit au mysticisme. Malgré tout, les évènements marchent plus vite que ses opinions[pas clair] et la dernière occasion dans laquelle il entraîne le public avec lui est un sermon prêché à Notre-Dame le 4 février 1791.
En avril 1791, Fauchet est élu évêque constitutionnel du département du Calvados. En septembre, il en est élu député, le premier sur treize, à l'Assemblée nationale législative. A l'instar des autres membres du groupe girondin[réf. nécessaire], il mène campagne pour l'égalité des Blancs et des hommes de couleur libres des colonies, qui débouche sur le vote du 28 mars 1792 devenu décret le 4 avril suivant. Le 8 août il vote en faveur de la mise en accusation du marquis de Lafayette puis le 15 appuie celles des membres du « comité contre-révolutionnaire », les anciens ministres Le Bègue Duportail, Duport-Dutertre, Bertrand, Monlmorin et Tarbé. 
En septembre 1792, il est réélu premier sur treize député du Calvados, à la Convention nationale où il siège sur les bancs de la Gironde. Lors du procès de Louis XVI, il s'abstient de participer au premier appel nominal, relatif à la culpabilité du roi. Il se prononce pour l'appel au peuple, pour la détention durant la guerre et le bannissement à la paix et pour le sursis à l'exécution. En février 1793, il dénonce le mariage des prêtres. Il vote en faveur de la mise en accusation de Marat, et en faveur du rétablissement de la Commission des Douze. Il est dénoncé par la Commune de Paris en avril, puis par Marat dans son journal L'Ami du peuple en mai. 
Au terme de la journée du 2 juin, il est décrété qu'il est tenu de demeurer à Paris. Le 14 juillet 1793, il est décrété d'arrestation à la prison de l'Abbaye, comme complice de correspondance avec Charlotte Corday et de complicité avec ses collègues girondins acteurs du mouvement fédéraliste de Caen. Début octobre, il est décrété d'accusation devant le tribunal révolutionnaire, après le rapport d'Amar émis au nom du Comité de Sûreté générale. Il est condamné à mort le 9 brumaire an II (30 octobre 1793) et guillotiné le lendemain. 
D'après une lettre de l’abbé Lothringer, du 27 juillet 1797, insérée au tome IV des Annales catholiques, saisi dans sa prison d’un vif repentir, Fauchet se serait rétracté de toutes ses erreurs, aurait fait abjuration de son passé révolutionnaire, et, rentré entièrement dans le sein de la religion, il se serait confessé et aurait confessé lui-même Sillery. Mais l’origine de ce document rend la première partie au moins de ces assertions plus que suspecte.[réf. nécessaire]
Tous les discours ou les sermons précédemment mentionnés plus haut, ainsi que la brochure de la Religion nationale, ont été livrés à l’impression du vivant de l’auteur. Pour compléter ses titres littéraires, il suffit d’ajouter qu’on lui doit une partie du texte du Tableau de la Révolution (1790-1791).